# Stefan Lövgren
Stefan Lövgren (Partille, Svédország, 1970. december 21. –) olimpiai ezüstérmes, világ- és Európa-bajnok svéd kézilabdázó.

## Életútja
Stefan a svéd válogatott tagjaként több, mint 230 meccsen játszott és több, mint 1100 gólt szerzett. Klubcsapataival többször nyert svéd és német bajnoki címet, valamint a THW Kiel csapatával 2007-ben elnyerték a Bajnokok Ligája trófeáját.

## Eddigi csapatai
- Skepplanda BTK
- Redbergslid Göteborg
- TV Niederwürzbach 1998-1999
- THW Kiel 1999-

## Sikerei, díjai
- Bajnokok Ligája győztes: 2007
- Német bajnoki cím: 2000, 2002, 2005, 2006, 2007, 2008 és 2009
- Szuperkupa győztes: 2005, 2007 és 2008
- Német kupa győztes: 2000, 2007 és 2008, 2009
- EHF-Kupa győztes: 2002 és 2004
- A szezon svéd játékosa: 1995-1996, 2000-2001 und 2002-2003